# Rampan
Rampan est une commune française, située dans le département de la Manche en région Normandie, peuplée de 227 habitants.

## Géographie
La commune est en Pays saint-lois. Son bourg est à 5 km au sud de Pont-Hébert et à 6 km au nord-ouest de Saint-Lô.
Le territoire comporte plusieurs hameaux : Rampan (le bourg principal), le Grand Hamel, la Maison Crosnier, la Capelle, la Nicollerie, Launay, le Manoir, la Bourdonnerie, le Réaupré, la Tostainerie, la Chasse Neuve, l'Hôtel Perrat, la Butte, la Roque, la Roserie, Écalhan, la Doublerie.
| Pont-Hébert                         | Pont-Hébert, La Meauffe                                                       | La Meauffe             |
| Pont-Hébert                         | Rampan                                                                        | Saint-Georges-Montcocq |
| Thèreval (comm. dél. de Hébécrevon) | Thèreval (comm. dél. de Hébécrevon), Agneaux (sur une cinquantaine de mètres) | Saint-Georges-Montcocq |

### Hydrographie
La commune est située dans le bassin Seine-Normandie. Elle est drainée par la Vire, l'Écalhan et le fossé 01 de la commune de Rampan,,.
La Vire, d'une longueur de 128 km, prend sa source dans la commune de Vire Normandie et se jette  dans la baie de Seine en limite d'Osmanville et de Carentan-les-Marais, après avoir traversé 27 communes. Les caractéristiques hydrologiques de la Vire sont données par la station hydrologique située sur la commune de Saint-Lô. Le débit moyen mensuel est de 12,9 m3/s. Le débit moyen journalier maximum est de 245 m3/s, atteint lors de la crue du 15 février 1990. Le débit instantané maximal est quant à lui de 256 m3/s, atteint le même jour.

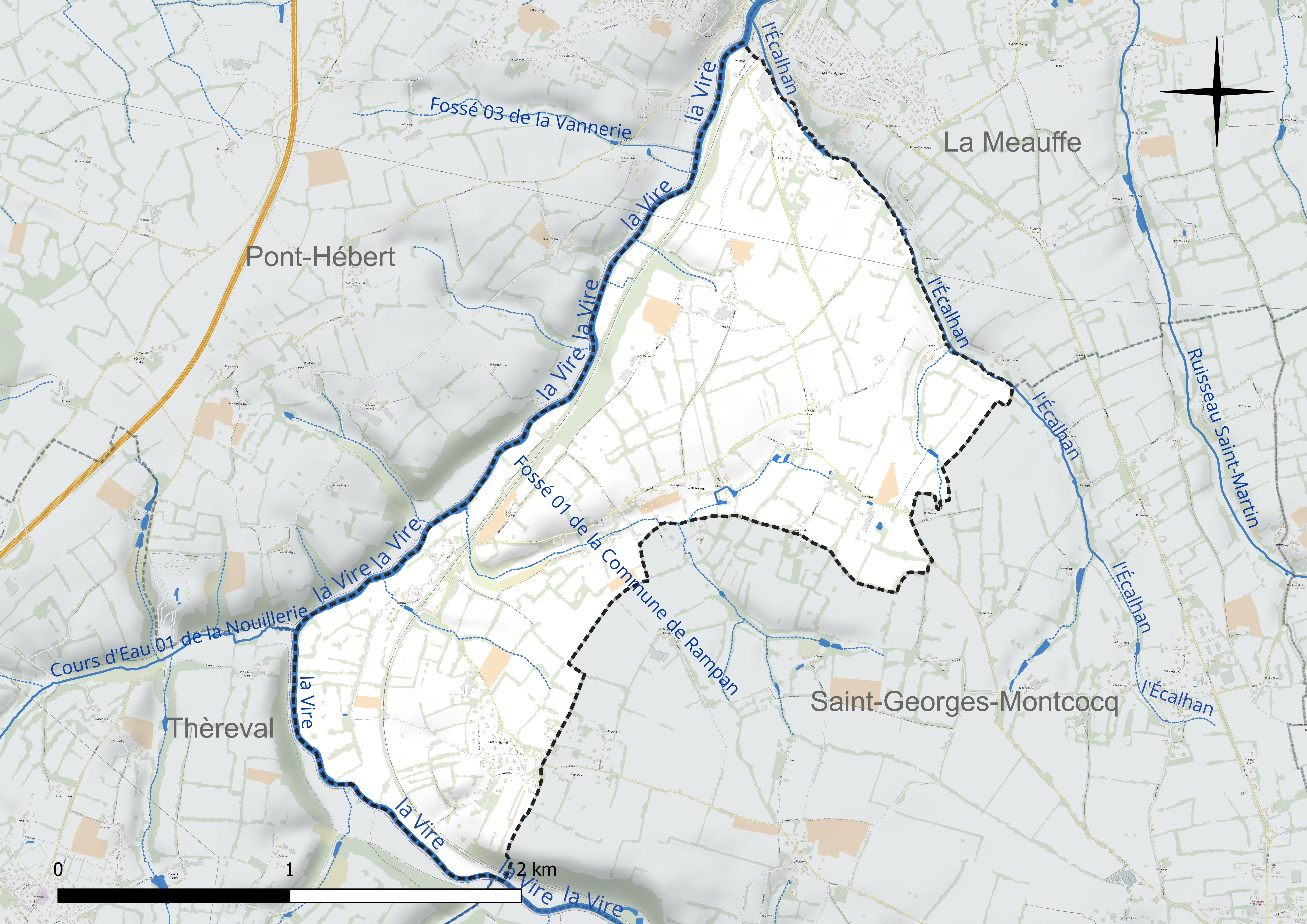
Réseau hydrographique de Rampan.

### Climat
Pour des articles plus généraux, voir Climat de la Normandie et Climat de la Manche.
En 2010, le climat de la commune est de type climat océanique franc, selon une étude du CNRS s'appuyant sur une série de données couvrant la période 1971-2000. En 2020, Météo-France publie une typologie des climats de la France métropolitaine dans laquelle la commune est exposée à un climat océanique et est dans la région climatique  Normandie (Cotentin, Orne), caractérisée par une pluviométrie relativement élevée (850 mm/a) et un été frais (15,5 °C) et venté. Parallèlement le GIEC normand, un groupe régional d’experts sur le climat, différencie quant à lui, dans une étude de 2020, trois grands types de climats pour la région Normandie, nuancés à une échelle plus fine par les facteurs géographiques locaux. La commune est, selon ce zonage, exposée à un « climat maritime », correspondant au Cotentin et à l'ouest du département de la Manche, frais, humide et pluvieux, où les contrastes pluviométrique et thermique sont parfois très prononcés en quelques kilomètres quand le relief est marqué.
Pour la période 1971-2000, la température annuelle moyenne est de 10,8 °C, avec une amplitude thermique annuelle de 11,7 °C. Le cumul annuel moyen de précipitations est de 934 mm, avec 14,1 jours de précipitations en janvier et 8,3 jours en juillet. Pour la période 1991-2020, la température moyenne annuelle observée sur la station météorologique la plus proche, située sur la commune de Condé-sur-Vire à 12 km à vol d'oiseau, est de 11,3 °C et le cumul annuel moyen de précipitations est de 956,7 mm,. Pour l'avenir, les paramètres climatiques de la commune estimés pour 2050 selon différents scénarios d’émission de gaz à effet de serre sont consultables sur un site dédié publié par Météo-France en novembre 2022.

## Urbanisme

### Typologie
Au 1er janvier 2024, Rampan est catégorisée commune rurale à habitat dispersé, selon la nouvelle grille communale de densité à sept niveaux définie par l'Insee en 2022.
Elle est située hors unité urbaine. Par ailleurs la commune fait partie de l'aire d'attraction de Saint-Lô, dont elle est une commune de la couronne,. Cette aire, qui regroupe 63 communes, est catégorisée dans les aires de 50 000 à moins de 200 000 habitants,.

### Occupation des sols
L'occupation des sols de la commune, telle qu'elle ressort de la base de données européenne d’occupation biophysique des sols Corine Land Cover (CLC), est marquée par l'importance des territoires agricoles (93,8 % en 2018), en diminution par rapport à 1990 (97,2 %). La répartition détaillée en 2018 est la suivante : prairies (78,1 %), terres arables (15,7 %), zones urbanisées (5,7 %), forêts (0,5 %). L'évolution de l’occupation des sols de la commune et de ses infrastructures peut être observée sur les différentes représentations cartographiques du territoire : la carte de Cassini (XVIIIe siècle), la carte d'état-major (1820-1866) et les cartes ou photos aériennes de l'IGN pour la période actuelle (1950 à aujourd'hui).

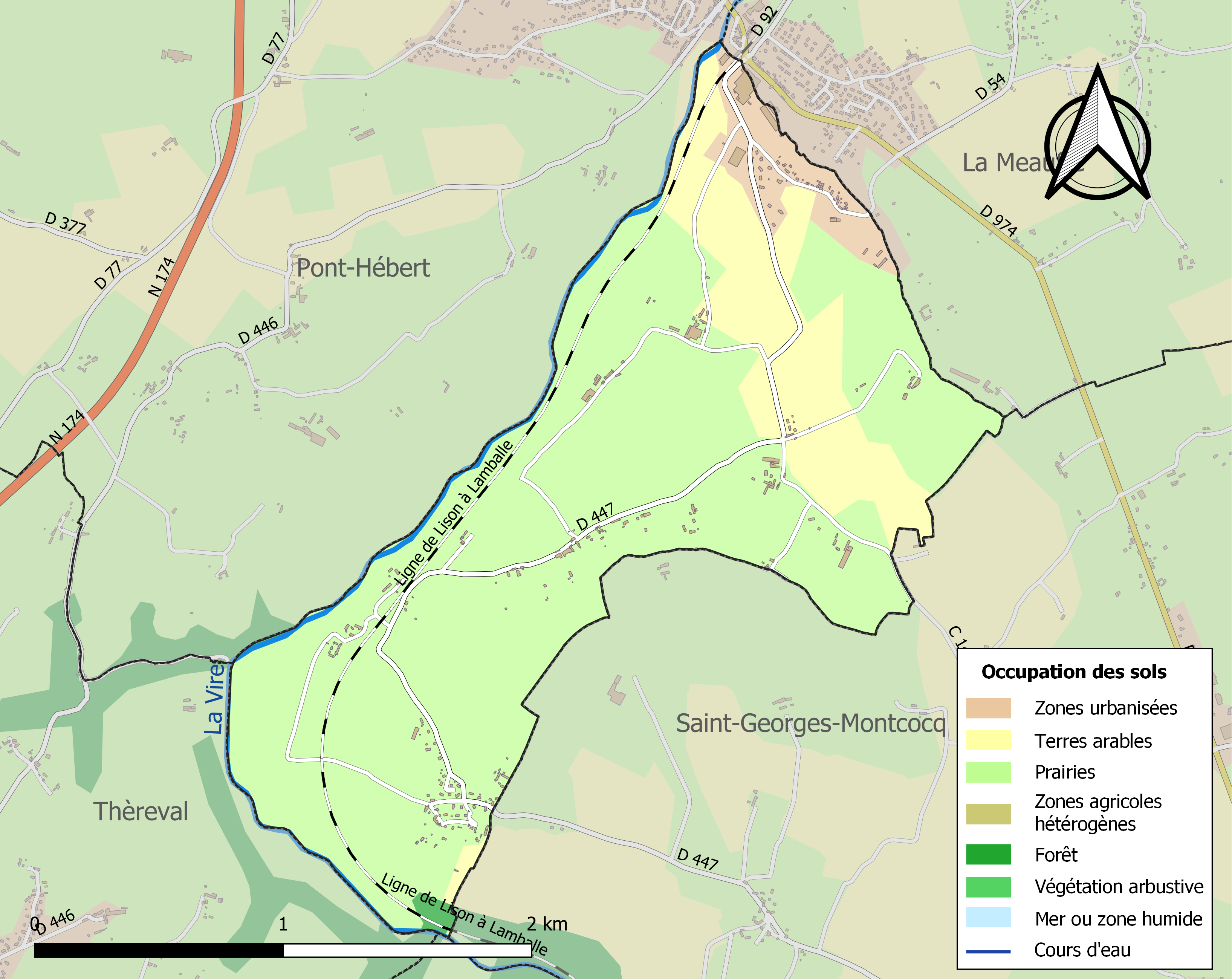
Carte des infrastructures et de l'occupation des sols de la commune en 2018 (CLC).

## Toponymie
Le nom de la localité est attesté sous les formes Rampen en 1144-1151 (A.N. S5049), Rampen vers 1180 (cartulaire de Saint-Lô), Rampen vers 1200 (A.N. L878), Rampan en 1350 (pouillé Bayeux).
Il s'agit d'une formation toponymique médiévale dont l'origine a divisé les toponymistes. Albert Dauzat et Charles Rostaing avancent l'éventualité d'un anthroponyme germanique Rampo / -onem, pris absolument. Or, ils ne citent aucune forme ancienne car ils n'en connaissent pas et aucune d'entre-elles ne possède une terminaison -on. Louis Guinet qui ne cite pas non plus de forme ancienne, considère qu'il s'agit d'une formation saxonne en -ham, sur la seule base d'arguments phonétiques et la comparaison avec Huppain ou Surrain, ainsi qu'un rapprochement avec le hameau Écalhan situé sur la commune. Seul François de Beaurepaire fournit une explication complète sur la base des formes anciennes, ainsi comme Albert Dauzat, il rapproche Rampan de Rampont (Meuse, Rampedonem 1068) qui possède des formes plus anciennes, donc moins évoluées phonétiquement. Mais il identifie un élément pedan- qu'il croit reconnaître aussi dans Longpaon (Seine-Maritime, Longum pedanum 875) ; Saint-Martin-du-Péan (Eure-et-Loir, Altum pedaneum 1070) en précisant que toutes ces localités sont situées le long d'un cours d'eau. Il est donc vraisemblable qu'un gué permettant le passage à pied (*pedanum serait un dérivé de pes, pedis à l'aide du suffixe locatif -anum) ait existé dans ces cours d'eau. Dans le cas de Rampan, un gué appelé Roulloux Godard permettait de traverser la Vire sur l'antique voie qui menait de Bayeux à Coutances. L'origine de l'élément Ran- qui semble se retrouver dans Rampont est obscure.
Le gentilé est Rampanais.

### Microtoponymie
L'étymologie du hameau Écalhan est germanique Skalham (à l'origine, la ferme du colon Skali).
Les autres hameaux en Y-erie, Y-ère ou Hôtel Y, sont des habitats plus récents. Ils désignaient à l'origine la ferme de la famille Y. Maison Crosnier = ferme des Crosnier ; Nicollerie = ferme des Nicolle ; Bourdonnerie = ferme des Bourdon ; Tostainerie = ferme des Tostain (nom norrois Thorsteinn = la pierre de Thor) ; Hôtel Perrat = ferme des Perrat ; Roserie = ferme des Rose ; Doublerie = ferme des Double.

## Histoire
Ranulfe ou Raoul d'Anisy (fin XIIIe siècle), seigneur de Rampan, donna le droit de patronage de l'église à l'abbaye de Cerisy-la-Forêt. Dans la première moitié du XVe siècle, Richard Le Pegny, écuyer, bourgeois de Saint-Lô, est cité comme seigneur de Rampan.
Un gué sur la Vire dit Roulloux-Godard permettait le passage de la très ancienne voie Bayeux-Coutances.
Lors de la bataille des Haies (épisode de la bataille de Normandie), Rampan est libérée le 17 juillet 1944 par le 137e régiment de la 35e division d'infanterie américaine.

## Politique et administration
| Période                                  | Période       | Identité        | Étiquette | Qualité                             |
| ---------------------------------------- | ------------- | --------------- | --------- | ----------------------------------- |
| 1945                                     | 1959          | Félix Deslandes |           |                                     |
| 1959                                     | 1989          | Claude Thiebert |           |                                     |
| 1989                                     | 1995          | André Lelièvre  |           |                                     |
| juin 1995                                | mars 2001     | Daniel Luet     |           |                                     |
| mars 2001                                | octobre 2003  | André Lelièvre  |           |                                     |
| octobre 2003                             | décembre 2003 | Sylvie Le Blond | SE        | Désignée pour intérim, employée DDE |
| décembre 2003                            | mars 2008     | Daniel Luet     | SE        |                                     |
| mars 2008                                | En cours      | Sylvie Le Blond | SE        | Employée DDE                        |
| Les données manquantes sont à compléter. |               |                 |           |                                     |

Le conseil municipal est composé de onze membres dont le maire et deux adjoints.

## Démographie
L'évolution du nombre d'habitants est connue à travers les recensements de la population effectués dans la commune depuis 1793. Pour les communes de moins de 10 000 habitants, une enquête de recensement portant sur toute la population est réalisée tous les cinq ans, les populations de référence des années intermédiaires étant quant à elles estimées par interpolation ou extrapolation. Pour la commune, le premier recensement exhaustif entrant dans le cadre du nouveau dispositif a été réalisé en 2006.
En 2022, la commune comptait 227 habitants, en évolution de +10,19 % par rapport à 2016 (Manche : −0,31 %, France hors Mayotte : +2,11 %).
Rampan a compté jusqu'à 347 habitants en 1806.
| 1793 | 1800 | 1806 | 1821 | 1831 | 1836 | 1841 | 1846 | 1851 |
| ---- | ---- | ---- | ---- | ---- | ---- | ---- | ---- | ---- |
| 298  | 284  | 347  | 322  | 315  | 300  | 289  | 285  | 271  |

| 1856 | 1861 | 1866 | 1872 | 1876 | 1881 | 1886 | 1891 | 1896 |
| ---- | ---- | ---- | ---- | ---- | ---- | ---- | ---- | ---- |
| 244  | 251  | 258  | 251  | 237  | 253  | 259  | 232  | 219  |

| 1901 | 1906 | 1911 | 1921 | 1926 | 1931 | 1936 | 1946 | 1954 |
| ---- | ---- | ---- | ---- | ---- | ---- | ---- | ---- | ---- |
| 208  | 204  | 201  | 206  | 201  | 228  | 236  | 227  | 223  |

| 1962 | 1968 | 1975 | 1982 | 1990 | 1999 | 2006 | 2011 | 2016 |
| ---- | ---- | ---- | ---- | ---- | ---- | ---- | ---- | ---- |
| 221  | 206  | 232  | 223  | 254  | 212  | 219  | 217  | 206  |

| 2021 | 2022 | - | - | - | - | - | - | - |
| ---- | ---- | - | - | - | - | - | - | - |
| 218  | 227  | - | - | - | - | - | - | - |

## Économie
La commune se situe dans la zone géographique des appellations d'origine protégée (AOP) beurre d'Isigny et crème d'Isigny.

## Lieux et monuments
- Église Notre-Dame (fin XIIIe, XVIIe et XVIIIe siècles), située dans le petit bourg de la commune, construite en pierre locale et avec un cadran solaire à un angle de la tour. L'ensemble maitre-autel-retable, tabernacle, tableau de l'Assomption du XVIIIe et la Vierge à l'Enfant du XIVe sont classés au titre objet aux monuments historiques[37]. L'édifice abrite également deux retables de la fin du XVIIe et du début du XVIIIe siècle restaurés[25].
- Deux ifs funéraire dans le cimetière.
- Ancien presbytère (XVIIIe siècle), également situé dans le bourg.
- Manoir ou ferme-manoir : les Mares (XVIe siècle), Le Clouet (XVIe siècle), Le vieux Manoir (XVIIe siècle).
- Ferme du Grand Hamel. Elle fut acquise par Jean-Louis Amey (1737-1793), premier maire de Rampan, laboureur, éleveur et régisseur de la ferme de Rampan à Saint-Georges[25].
- Gare de Pont-Hébert, au nord du territoire.

## Personnalités liées à la commune
La famille Clérel devient, en 1661, propriétaire du château de Tocqueville et des fermes attenantes, situé entre Barfleur et Cherbourg, à la suite d'un échange réalisé par Marie Jallot, mère de Charles Clérel. En 1805, à Paris, nait Alexis Clérel de Tocqueville — plus connu sous le nom d'Alexis de Tocqueville —, fils de Hervé Clérel de Tocqueville et de Louise Madeleine Le Peletier de Rosanbo, petite-fille du grand Malesherbes, homme du siècle des Lumières et avocat de Louis XVI lors du procès de ce dernier en 1793.